# Belgiens herrlandslag i basket
Belgiens herrlandslag i basket representerar Belgien i basket för herrar. Belgien har deltagit i internationella basketturneringar sedan 1935 med fjärdeplatsen i EM 1947 som främsta merit.